# Vicariato apostólico de Alejandría de Egipto
El vicariato apostólico de Alejandría de Egipto (en latín: Vicariatus Apostolicus Alexandrinus Aegypti y en árabe: النيابة الرسولية للإسكندرية بمصر‎) es una circunscripción eclesiástica de la Iglesia católica en Egipto. Se trata de un vicariato apostólico latino, inmediatamente sujeto a la Santa Sede. Desde el 6 de agosto de 2020 su vicario apostólico es el obispo Claudio Lurati, de los Misioneros Combonianos del Corazón de Jesús. Desde el 30 de noviembre de 1987 el vicario apostólico lleva también los títulos de vicario apostólico de Heliópolis de Egipto (Heliopolitanus in Aegypto) y Puerto Saíd (Portusaidensis).

## Territorio y organización

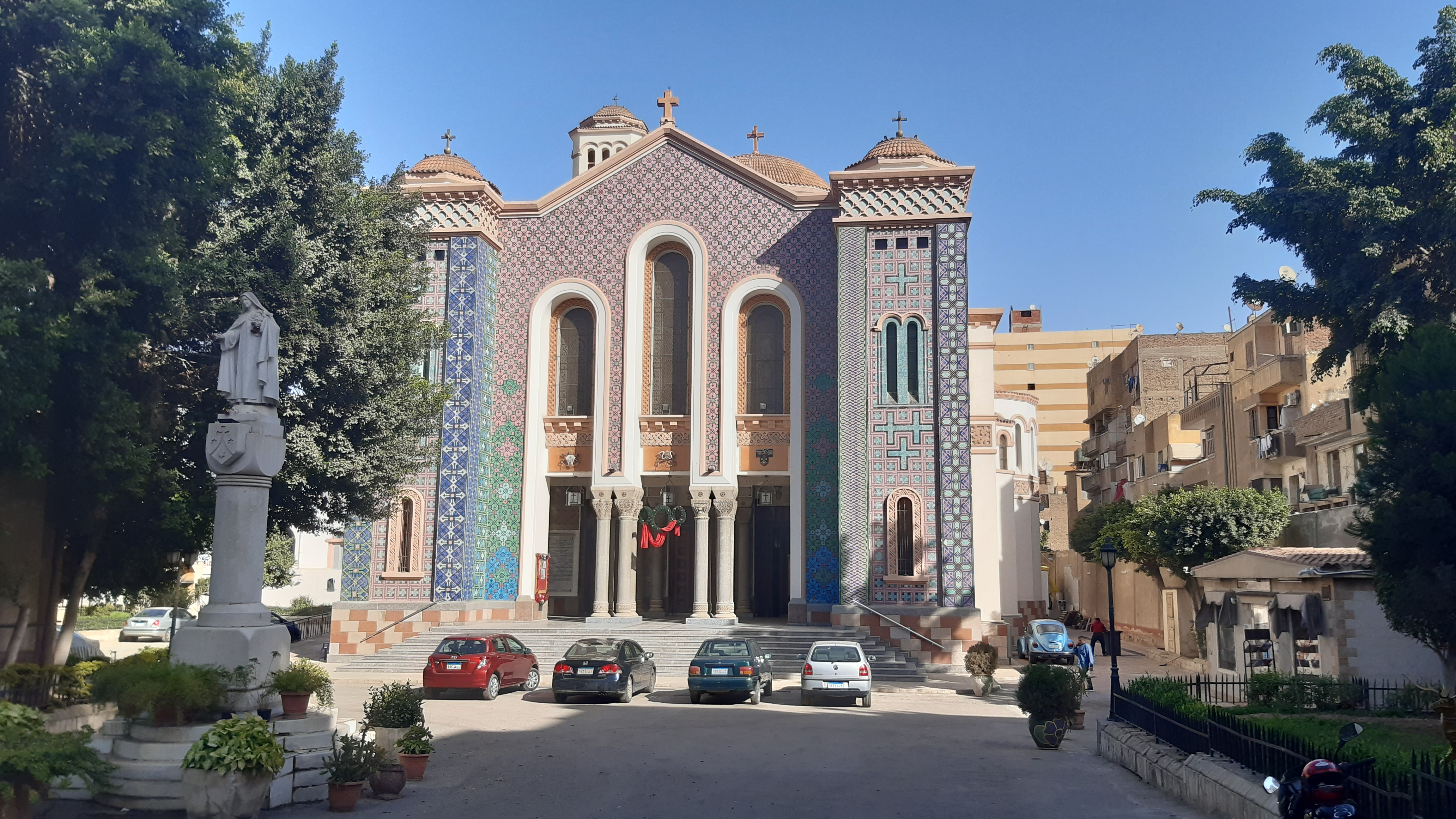
Basílica de Santa Teresa del Niño Jesús, El Cairo

El vicariato apostólico tiene 996 603 km² y extiende su jurisdicción sobre los fieles católicos de rito latino residentes en Egipto.

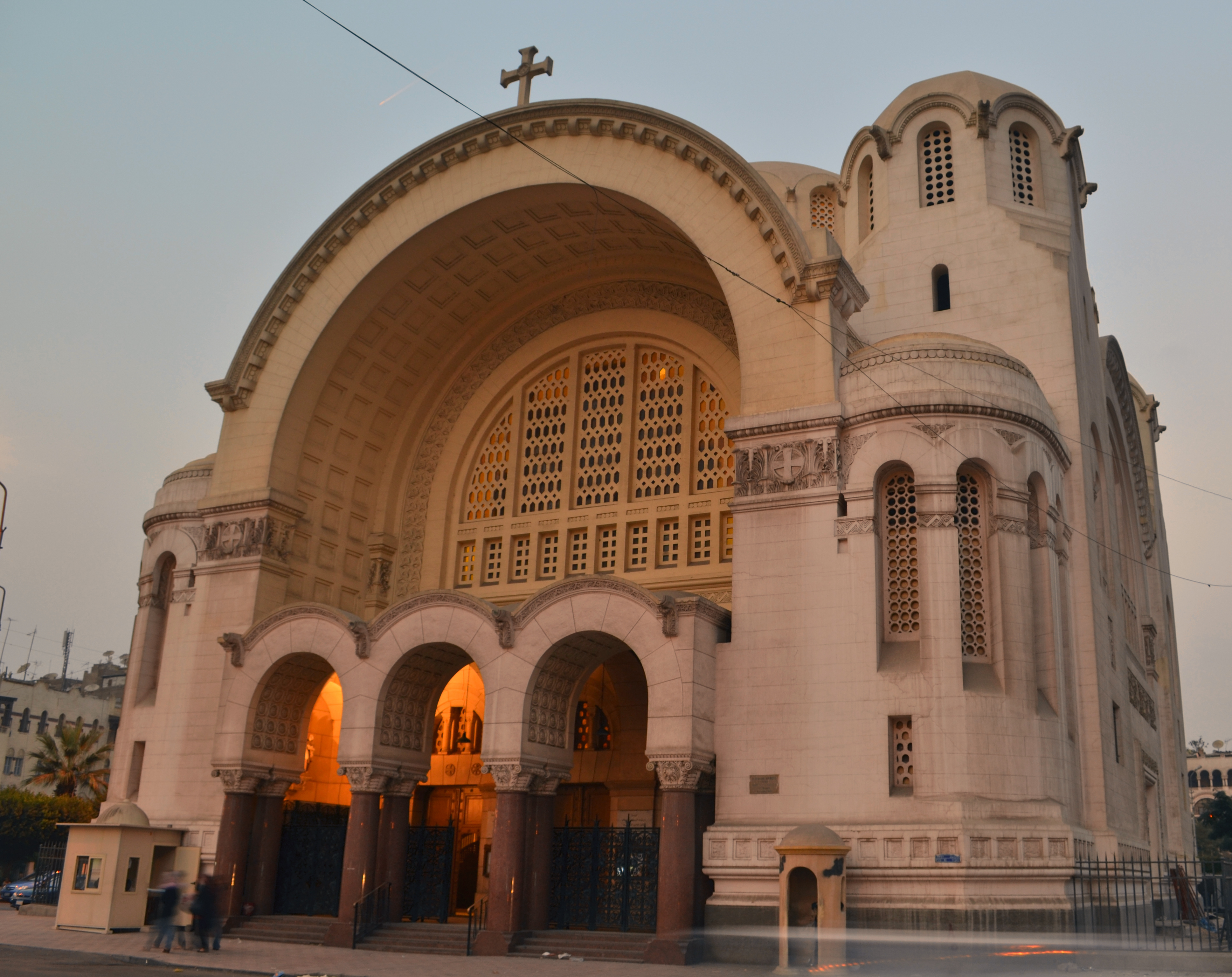
Concatedral de Nuestra Señora de Heliópolis

La sede del vicariato apostólico se encuentra en la ciudad de Alejandría, en donde se halla la Catedral de San Luis. En El Cairo se encuentra la Concatedral basílica de Nuestra Señora de Heliópolis, antiguamente catedral del vicariato apostólico de Heliópolis de Egipto, y la basílica de Santa Teresa del Niño Jesús. En Puerto Saíd se encuentra la María Reina del Mundo, antiguamente catedral de la vicariato apostólico de Puerto Saíd.

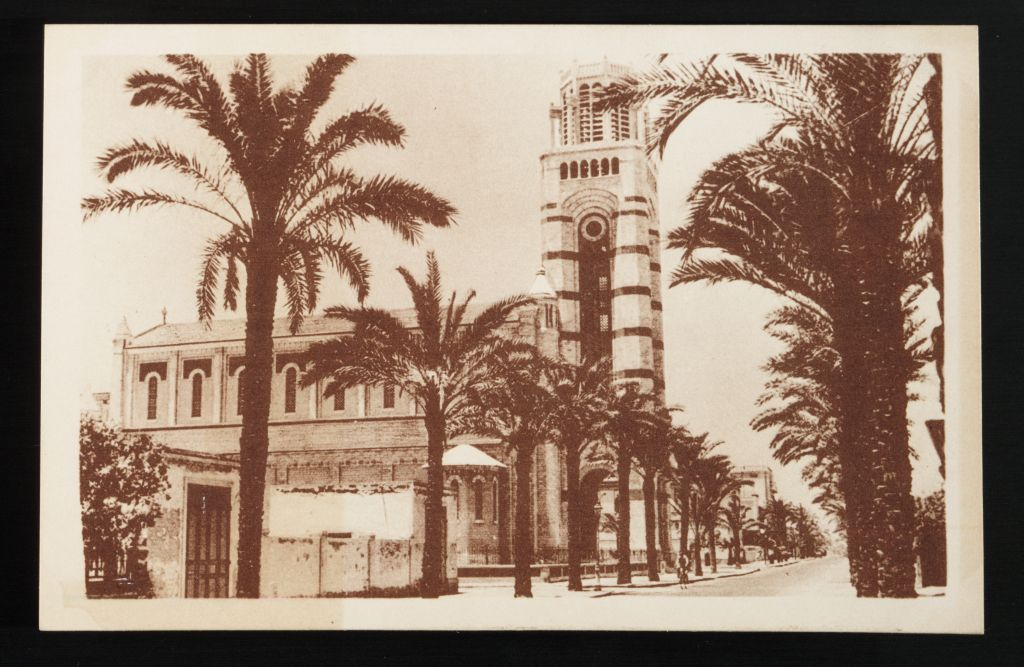
Concatedral de Nuestra Señora y San Miguel, Puerto Saíd

En 2022 en el vicariato apostólico existían 16 parroquias.
Los vicarios apostólicos son miembros de derecho de la Conferencia de Obispos Latinos en las Regiones Árabes.

## Historia
El vicariato apostólico de Egipto y Arabia fue erigido el 18 de mayo de 1839 mediante el breve Ex munere pastoralis del papa Gregorio XVI, separando territorio del vicariato apostólico de Siria, Egipto, Arabia y Chipre (hoy vicariato apostólico de Alepo), incluyendo el territorio de la misión del Bajo Egipto perteneciente a la Custodia de Tierra Santa. La erección del vicariato apostólico ya había sido dispuesta el 21 de febrero de 1837 mediante el breve Universi dominici gregis del mismo papa Gregorio XVI. Tenía jurisdicción no sólo sobre los fieles de rito latino, sino también sobre los coptos convertidos al catolicismo, cuyo número en ese momento era muy reducido y la Iglesia católica copta aún no estaba organizada (dependía de un vicario apostólico con dignidad episcopal); y desde 1867 sobre los armenios-católicos, también poco numerosos. Con la erección del vicariato apostólico, los misioneros franciscanos, presentes en el territorio desde hacía siglos, también se sometieron a la jurisdicción del vicario apostólico.
El 3 de abril de 1846 mediante el breve Ex debito pastoralis del papa Gregorio XVI cedió una porción indefinida de su territorio para la erección del vicariato apostólico de África Central (hoy arquidiócesis de Jartum), ya que el breve expresó que limitaba con el al este el vicariato apostólico de Egipto al este.
En 1851 asumió el nombre de vicariato apostólico de Egipto.
En 1885 el vicariato perdió su jurisdicción sobre los armenio-católicos de Egipto y Sudán, ya que el papa León XIII erigió la eparquía de Alejandría de los armenios.
El 25 de enero de 1886 cedió una parte de su territorio para la erección de la prefectura apostólica del Delta del Nilo (que más tarde se convirtió en vicariato apostólico de Heliópolis de Egipto) mediante el decreto Ut saluti animarum de la Congregación de Propaganda Fide. El 13 de septiembre de 1894 cedió otra parte de su territorio para la erección de la prefectura apostólica de Eritrea (que en 1911 se convirtió en vicariato apostólico de Asmara) mediante otro decreto llamado Ut saluti animarum.
El 26 de noviembre de 1895, mediante la carta apostólica Christi Domini con la que el papa León XIII reconstituyó el patriarcado de Alejandría de los coptos católicos, el vicariato apostólico perdió la jurisdicción sobre los coptos católicos, que desde ese momento establecieron su propia jerarquía autónoma.
El 12 de julio de 1926 cedió una nueva porción de su territorio para la erección del vicariato apostólico del Canal de Suez (que más tarde se convirtió en el vicariato apostólico de Puerto Saíd) mediante el breve Quae in exploratam del papa Pío XI.
El 16 de diciembre de 1949 mediante el decreto Cum Motu proprio se amplió con la parte del territorio del vicariato apostólico de Jartum que estaba en tierra egipcia, incluyendo la ciudad de Asuán.
El 27 de enero de 1951, mediante el decreto Nuper Apostolicae Sedi de la Congregación para las Iglesias Orientales, asumió su nombre actual.
El 30 de noviembre de 1987, mediante el decreto Cum olim de la Congregación para las Iglesias Orientales, se unió a los vicariatos apostólicos de Heliópolis de Egipto y Puerto Saíd. El mismo decreto permitió que el vicario apostólico de Alejandría llevara los títulos de los dos vicariatos suprimidos.
Recibió las visitas apostólicas de Juan Pablo II en febrero de 2000 y de Francisco en abril de 2017.

## Estadísticas
Según el Anuario Pontificio 2023 el vicariato apostólico tenía a fines de 2022 un total de 68 576 fieles bautizados. 
| Año                                                                             | Población            | Población  | Población      | Sacerdotes | Sacerdotes    | Sacerdotes    | Bautizados por sacerdote | Diáconos permanentes | Religiosos | Religiosos | Parroquias |
| Año                                                                             | Bautizados católicos | Total      | % de católicos | Total      | Clero secular | Clero regular | Bautizados por sacerdote | Diáconos permanentes | Varones    | Mujeres    | Parroquias |
| ------------------------------------------------------------------------------- | -------------------- | ---------- | -------------- | ---------- | ------------- | ------------- | ------------------------ | -------------------- | ---------- | ---------- | ---------- |
| 1949                                                                            | 32 000               | 11 509 000 | 0.3            | 122        | 3             | 119           | 262                      |                      | 265        | 915        | 28         |
| 1970                                                                            | 9 408                | 22 000     | 0.0            | 70         | 2             | 68            | 134                      |                      | 115        | 635        | 35         |
| 1980                                                                            | 9 000                | ?          | ?              | 104        | 1             | 103           | 86                       |                      | 170        | 782        | 12         |
| 1990                                                                            | 8 114                | ?          | ?              | 163        | 8             | 155           | 49                       |                      | 236        | 1059       | 23         |
| 1999                                                                            | 9 570                | ?          | ?              | 161        | 9             | 152           | 59                       |                      | 223        | 822        | 17         |
| 2000                                                                            | 9 500                | ?          | ?              | 179        | 9             | 170           | 53                       |                      | 240        | 848        | 17         |
| 2001                                                                            | 10 000               | ?          | ?              | 174        | 9             | 165           | 57                       | 10                   | 214        | 870        | 17         |
| 2002                                                                            | 9 000                | ?          | ?              | 166        | 7             | 159           | 54                       | 3                    | 262        | 776        | 17         |
| 2003                                                                            | 32 000               | ?          | ?              | 171        | 6             | 165           | 187                      | 2                    | 229        | 778        | 17         |
| 2004                                                                            | 30 000               | ?          | ?              | 195        | 5             | 190           | 153                      |                      | 293        | 832        | 17         |
| 2010                                                                            | 22 270               | ?          | ?              | 99         | 2             | 97            | 224                      | 1                    | 143        | 726        | 16         |
| 2014                                                                            | 45 000               | ?          | ?              | 200        | 4             | 196           | 225                      | 7                    | 258        | 681        | 16         |
| 2017                                                                            | 64 000               | ?          | ?              | 174        | 5             | 169           | 367                      |                      | 220        | 604        | 16         |
| 2020                                                                            | 66 500               | ?          | ?              | 155        | 8             | 147           | 429                      |                      | 161        | 563        | 16         |
| 2022                                                                            | 68 576               | ?          | ?              | 152        | 5             | 147           | 451                      |                      | 157        | 550        | 16         |
| Fuente: Catholic-Hierarchy, que a su vez toma los datos del Anuario Pontificio. |                      |            |                |            |               |               |                          |                      |            |            |            |

## Episcopologio
- Perpetuo Guasco, O.F.M.  † (7 de junio de 1839-26 de agosto de 1859 falleció)
- Pasquale Vujcic, O.F.M. † (28 de septiembre de 1860-6 de agosto de 1866 nombrado vicario apostólico de Bosnia)
- Luigi Ciurcia, O.F.M. † (27 de julio de 1866-1 de mayo de 1881 renunció)
- Anacleto Chicaro, O.F.M. † (13 de mayo de 1881- 5 de octubre de 1888 renunció)
- Guido Corbelli, O.F.M. † (9 de octubre de 1888-22 de junio de 1896 nombrado obispo de Cortona)
- Gaudenzio Bonfigli, O.F.M. † (22 de febrero de 1896-6 de abril de 1904 renunció)
- Aurelio Briante, O.F.M. † (23 de julio de 1904-febrero de 1921 renunció)
- Igino Michelangelo Nuti, O.F.M.  † (23 de diciembre de 1921-marzo de 1949 renunció)
- Jean de Capistran Aimé Cayer, O.F.M. † (26 de mayo de 1949- 13 de abril de 1978 falleció)
- Egidio Sampieri, O.F.M. † (29 de abril de 1978-26 de agosto de 2000 falleció)
- Giuseppe Bausardo, S.D.B. (24 de febrero de 2001- 29 de octubre de 2008 renunció)[nota 1]
  - Gennaro De Martino (29 de octubre de 2008-1 de septiembre de 2009) (administrador apostólico)
- Adel Zaky, O.F.M. † (1 de septiembre de 2009-21 de julio de 2019 falleció)[nota 2]
  - Elia Eskandr Abd Elmalak, O.F.M. (29 de julio de 2019-6 de agosto de 2020) (administrador apostólico)
- Claudio Lurati, M.C.C.I., desde el 6 de agosto de 2020